# La cosecha (Van Gogh)
La cosecha (en neerlandés De oogst) o La llanura de Crau, cerca de Arlés, con el Mont Majour al fondo, es un cuadro pintado al óleo sobre tela del pintor holandés Vincent van Gogh. Data del año 1888. Mide 73 cm de alto por 92 cm de ancho. Esta pintura se encuentra en el Museo van Gogh (Ámsterdam, Países Bajos).
El propio Van Gogh proporcionó el título de la obra: La Moisson, esto es, la cosecha.
Como otros cuadros de Van Gogh, se trata de una obra pintada al aire libre. Forma parte de una serie de cuadros sobre los campos de trigo y la cosecha que Van Gogh pintó a partir de junio de 1888. Representa un paisaje mediterráneo, que Van Gogh pintó varias veces. Es un paisaje luminoso y provenzal, semejante al que pintaba su admirado Cézanne.
Van Gogh maneja hábilmente la perspectiva para llevar la mirada, a través de los campos de trigo, hasta los montes lejanos y el cielo azul. Domina la escena el intenso sol veraniego, que arranca destellos de las espigas, las vallas, el carro y las granjas. Precisamente la intensidad de la luz dificultaba la pintura de la vasta planicie, como señaló el propio Van Gogh en una carta a Émile Bernard. La casa de la parte superior, a la derecha, refleja intensamente la luz, reverberando en su fachada blanca.
Se nota en este cuadro la influencia del arte de estampas japonés, que tanto admiraba Van Gogh. El pintor llamaba a su paisaje «mi Japón provenzal».
Van Gogh dibujó este tipo de escenas campesinas a lo largo de toda su carrera. Consideraba que el trabajo de campo era duro y poco recompensado, lo que para él tenía un significado simbólico, ya que equivalía a la labor espiritual del hombre en la Tierra. No le bastaba con representar el paisaje, sino que quería transmitir la esencia de la vida rural.